# Liste der Kulturdenkmäler in Maikammer
In der Liste der Kulturdenkmäler in Maikammer sind alle Kulturdenkmäler der rheinland-pfälzischen Ortsgemeinde Maikammer einschließlich des Ortsteils Alsterweiler aufgeführt. Grundlage ist die Denkmalliste des Landes Rheinland-Pfalz (Stand: 14. August 2023).

## Denkmalzonen
| Bezeichnung                           | Lage | Baujahr                            | Beschreibung | Bild                           |
| ------------------------------------- | --- | ---------------------------------- | --- | ------------------------------ |
| Denkmalzone Ortserweiterung Maikammer | Maikammer, Bahnhofstraße 1-5, Weinstraße Nord 38-46 und 41-47 Lage | zweite Hälfte des 19. Jahrhunderts | Ortserweiterung mit Weingütern von der zweiten Hälfte des 19. Jahrhunderts bis um 1900, meist großvolumige Repräsentativbauten | weitere Bilder Fotos hochladen |
| Denkmalzone Ortskern Maikammer        | Maikammer, Erbgasse 1, Friedhofstraße 2 und 34, Hartmannstraße 1–7 und 2–18, Kirchstraße 1 und 3, Marktstraße 1–9 und 2–22, Sankt-Martiner-Straße 1–9, Weinstraße Nord 1–39 und 2–32 (ohne Nr. 29), Weinstraße Süd 1–23 und 2–38 Lage | ab dem 16. Jahrhundert             | überlieferter historischer Ortsgrundriss, wohl auf einen mittelalterlichen Ursprung zurückzuführen und mindestens seit der ersten Hälfte des 19. Jahrhunderts unverändert; weitgehend geschlossene Bebauung mit Winzeranwesen des 16. bis 19. Jahrhunderts; straßenbildprägende Putzfassaden mit Sandsteingliederung sowie zahlreiche Torbögen | weitere Bilder Fotos hochladen |
| Denkmalzone Ortskern Alsterweiler     | Alsterweiler, Alsterweiler Hauptstraße 2–63, Alsterweiler Schulgässel, Friedhofstraße 101, 103 und 110–124 (gerade Nummern), Mandelbergstraße 1, 3, Turmstraße 1–17 und 2–8 Lage                                                      | 16. bis 19. Jahrhundert            | überlieferter historischer Ortsgrundriss eines Straßendorfes, wohl auf einen mittelalterlichen Ursprung zurückzuführen und mindestens seit der ersten Hälfte des 19. Jahrhunderts unverändert; zur Feldflur offener, grüner Ortsrand; dichte Bebauung von kleinformatigen Zweiseit- und Dreiseithöfen auf großgliedrigen Langgewannfluren; erhaltene traditionelle Hofstruktur mit Wohnhäusern an der Hauptstraße, angrenzenden Wirtschaftsgebäuden und rückwärtig gelegenen Hausgärten; ortstypische Winzerhäuser mit integrierter oder angrenzender Hofeinfahrt; straßenbildprägende Putzfassaden mit sandsteinerner Gliederung in unterschiedlicher Stellung zur Straße; erhaltene historische Dachlandschaft mit Sattel- und Krüppelwalmdächern; straßenbildprägende Details wie Torbögen, Kellerklappen und Steinriegel sowie Zierbrunnen | weitere Bilder Fotos hochladen |

## Einzeldenkmäler
| Bezeichnung                                   | Lage                                                                                 | Baujahr                                    | Beschreibung | Bild                                    |
| --------------------------------------------- | ------------------------------------------------------------------------------------ | ------------------------------------------ | --- | --------------------------------------- |
| Weingut                                       | Maikammer, Bahnhofstraße 5 Lage                                                      | 1894                                       | Winzerhof; spätgründerzeitlicher Sandstein-Klinkerbau, Walmdach, bezeichnet 1894 | Fotos hochladen                         |
| Weingut                                       | Maikammer, Bahnhofstraße 15 Lage                                                     | Ende des 19. Jahrhunderts                  | Weingut, Ende des 19. Jahrhunderts; spätgründerzeitlicher Walmdachbau, Holzloggia | Fotos hochladen                         |
| Weingut                                       | Maikammer, Bahnhofstraße 29 Lage                                                     | 1902                                       | Weingut; spätgründerzeitliche Wohnhaus, dreigeschossiges Turmrisalit, 1902 | Fotos hochladen                         |
| Weingut                                       | Maikammer, Bahnhofstraße 30 Lage                                                     | 1907                                       | Weingut, neubarocke villenartige Dreiflügelanlage; Walmdachbau, bezeichnet 1907 | Fotos hochladen                         |
| Wegekreuz                                     | Maikammer, Bahnhofstraße, Ecke Weinstraße Nord Lage                                  | 1732                                       | Wegekreuz, barock, auf reliefiertem Tischsockel, bezeichnet 1732 | Fotos hochladen                         |
| Bildstock                                     | Maikammer, Blumenstraße, Ecke Immengartenstraße Lage                                 | 1699                                       | Bildstock, nachgotische Formen, bezeichnet 1699 | Fotos hochladen                         |
| Friedhofskreuz und Friedhofstor               | Maikammer, Friedhofstraße, auf dem Friedhof Lage                                     | um 1820                                    | Friedhofskreuz auf Tischsockel, bezeichnet 1822; Friedhofstor, klassizistisch, um 1820/30 (Bild) | weitere Bilder Fotos hochladen          |
| Torbogen                                      | Maikammer, Friedhofstraße, an Nr. 11 und 13 Lage                                     | 1591                                       | Renaissance-Torbogen, bezeichnet 1591 | Fotos hochladen                         |
| Spolie                                        | Maikammer, Friedhofstraße, an Nr. 81 Lage                                            | 18. Jahrhundert                            | barocker Volutenstein, 18. Jahrhundert | Fotos hochladen                         |
| Wegekreuz                                     | Maikammer, Hartmannstraße, bei Nr. 3 Lage                                            | 1835                                       | Wegekreuz auf Tischsockel, bezeichnet 1835 | Fotos hochladen                         |
| Wohnhaus                                      | Maikammer, Hartmannstraße 7 Lage                                                     | 1613                                       | Renaissance-Wohnhaus, Treppengiebel, bezeichnet 1613 | Fotos hochladen                         |
| Torbogen                                      | Maikammer, Hartmannstraße, an Nr. 10 Lage                                            | 1597                                       | Torbogen mit Nebenpforte, bezeichnet 1597 | Fotos hochladen                         |
| Torbogen                                      | Maikammer, Hartmannstraße, an Nr. 14 Lage                                            | 1590                                       | Renaissance-Torbogen, bezeichnet 1590; Muschelnische mit Pietà | Fotos hochladen                         |
| Villa                                         | Maikammer, Hartmannstraße 31 Lage                                                    | 1928                                       | Walmdach-Villa, turmartiger Standerker, bezeichnet (19)28 | Fotos hochladen                         |
| Hofanlage                                     | Maikammer, Hartmannstraße 61 Lage                                                    | 18. Jahrhundert                            | barocke Hofanlage, 18. Jahrhundert; winkelförmiger Walmdachbau, Torbogen bezeichnet 1796, Bildstock bezeichnet 1718 | Fotos hochladen                         |
| Katholisches Pfarrhaus                        | Maikammer, Kirchstraße 3 Lage                                                        | um 1750                                    | katholisches Pfarrhaus mit Gartenpforte; barocker Krüppelwalmdachbau, um 1750; ehemaliger Torbogenscheitelstein, bezeichnet 1612; Gartenpforte, bezeichnet 1558 | Fotos hochladen                         |
| Gasthaus Goldener Ochsen                      | Maikammer, Marktstraße 4 Lage                                                        | 1703                                       | Gasthaus „Goldener Ochsen“; großer barocker Walmdachbau, bezeichnet 1703 und 1712, Umbau wohl in der Mitte des 19. Jahrhunderts | Fotos hochladen                         |
| Weingut                                       | Maikammer, Marktstraße 5 Lage                                                        | ab der zweiten Hälfte des 16. Jahrhunderts | Weingut, zweite Hälfte des 16. bis 19. Jahrhunderts; aufwändiger Renaissancebau, Treppengiebelfassade, bezeichnet 1600; am Hinterhaus polygonaler Treppenturm; gründerzeitlicher Anbau, gegen 1900; ein Nebengebäude, teilweise Fachwerk, bezeichnet 1661; bauliche Gesamtanlage | Fotos hochladen                         |
| Torbogen                                      | Maikammer, Marktstraße, an Nr. 6 Lage                                                | 1577                                       | Renaissance-Torbogen, bezeichnet 1577; in der Torfahrt Stichbogentüren, um 1600 | Fotos hochladen                         |
| Wohnhaus                                      | Maikammer, Marktstraße 7 Lage                                                        | 18. Jahrhundert                            | im Kern barocker Krüppelwalmdachbau, 18. Jahrhundert, Umbau im 19. Jahrhundert, Nischenskulptur 18. Jahrhundert; Nebengebäude mit Renaissance-Portal, um 1600, Torbogen bezeichnet 1747                                                                                          | Fotos hochladen                         |
| Haus Rassiga                                  | Maikammer, Marktstraße 8 Lage                                                        | 1583                                       | Wohnhaus, Renaissancebau, Schweifgiebelfassade, hofseitig teilweise Fachwerk, bezeichnet 1583; barocker Torbogen mit Pforte, 18. Jahrhundert | Fotos hochladen                         |
| Torbogen                                      | Maikammer, Marktstraße, an Nr. 16 Lage                                               | 1614                                       | Renaissance-Torbogen, bezeichnet 1614 | Fotos hochladen                         |
| Portal und Torbogen                           | Maikammer, Marktstraße, an Nr. 17 Lage                                               | um 1600                                    | Pilasterportal, Renaissance, um 1600; Renaissance-Torbogen, bezeichnet 1592 und 1835 (renoviert) | Fotos hochladen                         |
| Weingut                                       | Maikammer, Marktstraße 28 Lage                                                       | um 1600                                    | Weingut; im Kern Renaissancebau, um 1600, Überformung im 18. Jahrhundert, Erweiterung und spätklassizistische Fassade wohl im zweiten Drittel des 19. Jahrhunderts | Fotos hochladen                         |
| Weingut                                       | Maikammer, Marktstraße 30/32 Lage                                                    | Anfang des 20. Jahrhunderts                | ehemaliges Weingut, Anfang des 20. Jahrhunderts; barockisierender Krüppelwalmdachbau, 1907 | Fotos hochladen                         |
| Weingut                                       | Maikammer, Marktstraße 82 Lage                                                       | Ende des 19. Jahrhunderts                  | Weingut, Ende des 19. Jahrhunderts; neubarocker Walmdachbau, 1894 | Fotos hochladen                         |
| Weingut                                       | Maikammer, Marktstraße 86 Lage                                                       | Anfang des 19. Jahrhunderts                | Weingut, Anfang des 19. Jahrhunderts; späthistoristisches Wohnhaus, 1904 | Fotos hochladen                         |
| Denkmal General Hartmann                      | Maikammer, Marktstraße, Ecke Weinstraße Nord Lage                                    | 1900                                       | Bronzestatue auf Granitsockel, bezeichnet 1900 | weitere Bilder Fotos hochladen          |
| Relief                                        | Maikammer, Neugasse, an Nr. 2 Lage                                                   | 18. Jahrhundert                            | Relief, barocke Pietà, 18. Jahrhundert | Fotos hochladen                         |
| Protestantische Pfarrkirche                   | Maikammer, Poststraße 20 Lage                                                        | 1913/14                                    | neuklassizistischer Bossenquaderbau, 1913/14 | Fotos hochladen                         |
| Johannes-Leonhardt-Schule                     | Maikammer, Schulstraße 5 Lage                                                        | 1887                                       | gründerzeitlicher Walmdachbau, bezeichnet 1887 | Fotos hochladen                         |
| Wohnhaus                                      | Maikammer, St. Martiner Straße 6 Lage                                                | 1602                                       | Walmdachbau, hofseitig teilweise Fachwerk, spätgotisches Portal bezeichnet 1602, Torbogen bezeichnet 1662 | Fotos hochladen                         |
| Torbogen                                      | Maikammer, St. Martiner Straße, an Nr. 8 Lage                                        | 1612                                       | Renaissance-Torbogen, bezeichnet 1612 | Fotos hochladen                         |
| Fachwerkhaus                                  | Maikammer, St. Martiner Straße 10 Lage                                               | 1773                                       | barockes Fachwerkhaus, bezeichnet 1773, im Kern wohl älter | Fotos hochladen                         |
| Wegekreuz                                     | Maikammer, St. Martiner Straße, bei Nr. 10 Lage                                      | 1737                                       | barockes Wegekreuz auf Tischsockel, bezeichnet 1737 und 1804/1976/1990 (renoviert) | Fotos hochladen                         |
| Torbogen                                      | Maikammer, Weinstraße Nord, an Nr. 1 Lage                                            | um 1600                                    | Renaissance-Torbogen, um 1600 | Fotos hochladen                         |
| Wohnhaus                                      | Maikammer, Weinstraße Nord 2 Lage                                                    | 1590                                       | barocker Walmdachbau, Mitte des 18. Jahrhunderts, im Kern von 1590 (?) | Fotos hochladen                         |
| Statue                                        | Maikammer, Weinstraße Nord, an Nr. 6 Lage                                            | 18. Jahrhundert                            | barocke Figur, 18. Jahrhundert | Fotos hochladen                         |
| Torbogen                                      | Maikammer, Weinstraße Nord, an Nr. 8 Lage                                            | 1602                                       | Renaissance-Torbogen, bezeichnet 1602 | Fotos hochladen                         |
| Katholische Pfarrkirche St. Cosmas und Damian | Maikammer, Weinstraße Nord 18 Lage                                                   | 1756/57                                    | spätbarocker Saalbau, 1756/57; barockes Steinkruzifix auf Tischsockel, bezeichnet 1727 (Bild) | weitere Bilder Fotos hochladen          |
| Wohn- und Geschäftshaus                       | Maikammer, Weinstraße Nord 19 Lage                                                   | 1898                                       | Wohn- und Geschäftshaus, Neurenaissance, bezeichnet 1898 | Fotos hochladen                         |
| Torbogen                                      | Maikammer, Weinstraße Nord, an Nr. 27 Lage                                           | 1721                                       | barocker Torbogen, bezeichnet 1721 | Fotos hochladen                         |
| Wohnhaus                                      | Maikammer, Weinstraße Nord 33 Lage                                                   | 16. Jahrhundert                            | Wohnhaus eines Weinguts (ehemalige Posthalterei mit Nr. 35), im Kern wohl aus dem 16. Jahrhundert, mehrfach umgebaut, zuletzt im späten 19. Jahrhundert; Renaissance-Torbogen, bezeichnet 1561 und 1787 (Bild), Erker bezeichnet 1913                                            | weitere Bilder Fotos hochladen          |
| Wohnhaus                                      | Maikammer, Weinstraße Nord 35 Lage                                                   |                                            | ehemalige Posthalterei; Torbogen bezeichnet 1567 und 1787, um 1900 neubarock überformt | Fotos hochladen                         |
| Spolie                                        | Maikammer, Weinstraße Nord, an Nr. 37 Lage                                           | 1725                                       | barocker Torbogen-Schlussstein, bezeichnet 1725 | Fotos hochladen                         |
| Weingut Lindenschlössel                       | Maikammer, Weinstraße Nord 42 Lage                                                   | 1900                                       | Weingut „Lindenschlössel“; spätgründerzeitlicher villenartiger Mansarddachbau, Eckerkerturm, bezeichnet 1900 | Fotos hochladen                         |
| Weingut                                       | Maikammer, Weinstraße Nord 46 Lage                                                   | um 1800                                    | Weingut Ziegler-Ullrich; stattlicher Walmdachbau, dreifach gebrochene Fassade, Neurenaissancemotive, um 1800; städtebaulich bedeutend | Fotos hochladen                         |
| Weingut                                       | Maikammer, Weinstraße Nord 47 Lage                                                   | 1894                                       | Weingut; neubarocke Mansarddachvilla, Ecktürme, bezeichnet 1894 | weitere Bilder Fotos hochladen          |
| Weingut                                       | Maikammer, Weinstraße Nord 54 Lage                                                   | 1887                                       | Weingut; herrschaftlicher gründerzeitlicher Walmdachbau, Neurenaissance, bezeichnet 1887 | Fotos hochladen                         |
| Torbogen                                      | Maikammer, Weinstraße Süd, an Nr. 6 Lage                                             | 1662                                       | Renaissance-Torbogen, bezeichnet 1662 | Fotos hochladen                         |
| Torbogen                                      | Maikammer, Weinstraße Süd, an Nr. 7 Lage                                             | 1616                                       | Renaissance-Torbogen, bezeichnet 1616 | Fotos hochladen                         |
| Weingut                                       | Maikammer, Weinstraße Süd 8 Lage                                                     | 18. Jahrhundert                            | Weingut und Gasthof, 18. Jahrhundert; spätbarocker Krüppelwalmdachbau, bezeichnet 1768, Nischenskulptur, Torbogen bezeichnet 1777 | Fotos hochladen                         |
| Gedenktafel                                   | Maikammer, Weinstraße Süd, an Nr. 24 Lage                                            | 1871                                       | Gedenktafel, gusseisern, bezeichnet 1871 | Fotos hochladen                         |
| Fachwerkhaus                                  | Maikammer, Weinstraße Süd 28 Lage                                                    | um 1700                                    | barockes Fachwerkhaus, um 1700 | Fotos hochladen                         |
| Torbogen                                      | Maikammer, Weinstraße Süd, an Nr. 32 Lage                                            | 1739                                       | barocker Torbogen, bezeichnet 1739 (Bild) | weitere Bilder Fotos hochladen          |
| Torbogen                                      | Maikammer, Weinstraße Süd, an Nr. 34 Lage                                            | 1739                                       | barocker Torbogen, bezeichnet 1739 (Bild) | Fotos hochladen                         |
| Wohnhaus                                      | Maikammer, Weinstraße Süd 36 Lage                                                    | 1730                                       | barockes Fachwerkhaus, Torbogen bezeichnet 1730 (Bild) | weitere Bilder Fotos hochladen          |
| Weingut                                       | Maikammer, Weinstraße Süd 54 Lage                                                    | Ende des 19. Jahrhunderts                  | Weingut, Ende des 19. Jahrhunderts; Villa: eineinhalbgeschossiger gründerzeitlicher Klinkerbau, 1894 | Fotos hochladen                         |
| Weingut                                       | Maikammer, Weinstraße Süd 62 Lage                                                    | um 1900                                    | Weingut, um 1900; Jugendstil-Villa, teilweise Fachwerk, Belvedereturm, 1904 | Fotos hochladen                         |
| Bildstock                                     | Maikammer, südlich des Ortes an der L 512; Flur Im mittlern Weinsper Lage            | 19. Jahrhundert                            | Bildstock, reliefert, 19. Jahrhundert | Fotos hochladen                         |
| Weinbergshaus                                 | Maikammer, südlich des Ortes am Heiligenberg; Flur Im obern Weinsper Lage            | 19. Jahrhundert                            | tempelartiger klassizistischer Putzbau, 19. Jahrhundert | Fotos hochladen                         |
| Wegekreuz                                     | Maikammer, südwestlich des Ortes an der K 32; Flur Mundrecht Lage                    | 1733                                       | barockes Kreuz auf Tischsockel, Fünfwundentypus, bezeichnet 1733 | Fotos hochladen                         |
| Weinbergshaus                                 | Maikammer, südwestlich des Ortes in Nähe der Ölmühle; Flur Im Letten Lage            | 19. Jahrhundert                            | Kuppelbau, 19. Jahrhundert | Fotos hochladen                         |
| Wegekreuz                                     | Maikammer, südwestlich des Ortes zwischen Alsterweiler und K 32; Flur Im Letten Lage | 1721                                       | Wegekreuz, barock, auf Tischsockel, bezeichnet 1723 und 1721 | Fotos hochladen                         |
| Katholische Kapelle Mariä-Schmerzen           | Alsterweiler, Alsterweiler Hauptstraße 5 Lage                                        | 1845                                       | klassizistischer Saalbau, 1845; Missionskreuz, Sandstein, bezeichnet 1852 | weitere Bilder Fotos hochladen          |
| Wohnhaus                                      | Alsterweiler, Alsterweiler Hauptstraße 6 Lage                                        | 16. Jahrhundert                            | massiver Walmdachbau, im Kern wohl aus dem 16. Jahrhundert, barock erweitert; rückwärtige barocker Saal mit Stuckausstattung | Fotos hochladen                         |
| Torbogen                                      | Alsterweiler, Alsterweiler Hauptstraße, an Nr. 17 Lage                               | 1603                                       | Renaissance-Torbogen, bezeichnet 1603 (Bild) | weitere Bilder Fotos hochladen          |
| Gerichtsgebäude                               | Alsterweiler, Alsterweiler Hauptstraße 25 Lage                                       | 1595                                       | ehemaliges Gerichtsgebäude, bezeichnet 1595 (Bild); reicher Renaissance-Torbogen, Scheune, teilweise Fachwerk | weitere Bilder Fotos hochladen          |
| Torbogen                                      | Alsterweiler, Alsterweiler Hauptstraße, an Nr. 26/28 (Bild) Lage                     | 1639                                       | Torbogen, bezeichnet 1639; Volutenstein, bezeichnet 1774 | weitere Bilder Fotos hochladen          |
| Torbogen                                      | Alsterweiler, Alsterweiler Hauptstraße, an Nr. 32 Lage                               | 1590                                       | Renaissance-Torbogen, bezeichnet 1590 (Bild) | weitere Bilder Fotos hochladen          |
| Torbogen                                      | Alsterweiler, Alsterweiler Hauptstraße, an Nr. 35 Lage                               | 1604                                       | Renaissance-Torbogen, bezeichnet 1604 | Fotos hochladen                         |
| Wohnhaus                                      | Alsterweiler, Alsterweiler Hauptstraße 39 Lage                                       | 16. Jahrhundert                            | Fachwerkhaus, teilweise massiv, im Kern wohl aus dem 16. Jahrhundert, bezeichnet 1582 (Bild) | weitere Bilder Fotos hochladen          |
| Torbogen                                      | Alsterweiler, Alsterweiler Hauptstraße, an Nr. 51 Lage                               | 1590                                       | Renaissance-Torbogen der Scheune, bezeichnet 1590 | Fotos hochladen                         |
| Hofanlage                                     | Alsterweiler, Alsterweiler Hauptstraße 58 Lage                                       | 1601                                       | Hofanlage; eingeschossiger hochgesockelter Putzbau, bezeichnet 1601, Fassadenveränderung in der ersten Hälfte des 19. Jahrhunderts, zweigeschossiges Altenteil, Walmdach, Scheune, teilweise Fachwerk, 18. und 19. Jahrhundert                                                   | Fotos hochladen                         |
| Spolien                                       | Alsterweiler, Alsterweiler Hauptstraße, an Nr. 59 Lage                               |                                            | Renaissance-Portal, bezeichnet 1597, Fenster mit Eselsrücken, dreiteiliges Fenster; Renaissance-Spolien an der Scheune | Fotos hochladen                         |
| Kredenburg                                    | Alsterweiler, Friedhofstraße 101 Lage                                                | ab dem 16. Jahrhundert                     | villenartiger Walmdachbau, Ende des 19. Jahrhunderts, Wirtschaftsgebäude im Kern wohl aus dem 16. Jahrhundert (bezeichnet 1525, 1548, 1568?), Spolien mit Wappen und Inschriftfragmenten bezeichnet 1525, 1548 (Bild) und 1550 (Bild)                                            | weitere Bilder Fotos hochladen          |
| Bildstock                                     | Alsterweiler, Friedhofstraße, bei Nr. 106 Lage                                       | Anfang des 19. Jahrhunderts                | Bildstock, reliefert, Anfang des 19. Jahrhunderts | Fotos hochladen                         |
| Torbogen                                      | Alsterweiler, Friedhofstraße, an Nr. 110 Lage                                        | 1601                                       | Renaissance-Torbogen, bezeichnet 1601 und 1755 (Bild) | weitere Bilder Fotos hochladen          |
| Torbogen                                      | Alsterweiler, Friedhofstraße, an Nr. 122/124 Lage                                    | 1590                                       | Renaissance-Torbogen, bezeichnet 1590 | Fotos hochladen                         |
| Kellerbogen                                   | Alsterweiler, Turmstraße, an Nr. 4 Lage                                              | 1582                                       | Kellerbogen, bezeichnet 1582 und 1866 (?) | Fotos hochladen                         |
| Portal und Torbogen                           | Alsterweiler, Turmstraße, an Nr. 6/8 Lage                                            | um 1600                                    | spätgotisches Portal, bezeichnet 1597; Renaissance-Torbogen, um 1600 | Fotos hochladen                         |
| Torbogen und Treppenturm                      | Alsterweiler, Turmstraße, an Nr. 9 Lage                                              | 1592                                       | Torbogen, Portal, Renaissance-Treppenturm, bezeichnet 1592 | Fotos hochladen                         |
| Bildstock                                     | Alsterweiler, nördlich des Ortes; Flur Am Kalkofen Lage                              | 1870                                       | Bildstock, Kreuzrelief, bezeichnet 1870 | Fotos hochladen                         |
| Wegekreuz                                     | Alsterweiler, nördlich des Ortes; Flur Im Vogelgesang Lage                           | 1875                                       | Wegekreuz, bezeichnet 1875 | Fotos hochladen                         |
| Bildstock                                     | Alsterweiler, westlich des Ortes an der L 515; Flur Im Stotz Lage                    | 1816                                       | Bildstock, bezeichnet 1816 | Fotos hochladen                         |
| Weinbergshaus                                 | Alsterweiler, westlich des Ortes unterhalb der Wetterkreuzkapelle                    | 1824                                       | Weinbergshaus; Hausteinfront, Sonnenuhr, bezeichnet 1824 | Direkt Bild zu diesem Denkmal hochladen |
| Weinbergshaus                                 | Alsterweiler, westlich des Ortes unterhalb der Wetterkreuzkapelle Lage               | 1835                                       | Weinbergshaus; klassizistischer Pyramidaldachbau, bezeichnet 1835 | Fotos hochladen                         |
| Weinbergshaus                                 | Alsterweiler, westlich des Ortes unterhalb der Wetterkreuzkapelle                    | erste Hälfte des 19. Jahrhunderts          | Weinbergshaus; Bruchsteinfront, wohl aus der ersten Hälfte des 19. Jahrhunderts | Direkt Bild zu diesem Denkmal hochladen |
| Katholische Maria-Schutz-Kapelle              | Alsterweiler, westlich des Ortes auf dem Wetterkreuzberg Lage                        | 1953                                       | Sandsteinquaderbau, Vorhalle, 1953; - fünf reliefierte Bildstöcke (Bild) | weitere Bilder Fotos hochladen          |
| Wetterkreuz                                   | Alsterweiler, westlich des Ortes auf dem Wetterkreuzberg Lage                        | 1845                                       | Wetterkreuz, auf Tischsockel, bezeichnet 1863 und 1845 | weitere Bilder Fotos hochladen          |